# Izaak Opatowski
Izaak Opatowski (Varsavia, 20 febbraio 1905 – Seattle, 29 febbraio 1976) è stato un ingegnere e matematico polacco che visse e lavorò in Italia e negli Stati Uniti d'America.

## Biografia
Opatowski era figlio di Lowek (in Italia prese il nome di Leone) Opatowski e Iochweta (in Italia prese il nome di Eleonora) Kerner. Conseguì la licenza liceale al liceo "Tadensz Rejtan" di Varsavia, nel giugno 1922. Trasferitosi in Italia, prima a Bologna e poi a Torino, si laureò in ingegneria presso il Politecnico di Torino il 14 novembre 1929, presentando la tesi "Sottostazione di conversione tranviaria 1000kW; 20000 Volt, 50 ca; 500V – corrente continua" con i professori Morelli e Ferrari. Successivamente conseguì la laurea in matematica presso l'Università di Torino il 5 dicembre 1932, presentando la dissertazione scritta "Sulle linee di forza dei potenziali newtoniani", unitamente alle tesine: "Determinazione della funzione di variabile complessa regolare di una corona circolare nota", "Applicazione del calcolo di probabilità alla determinazione del valore asintotico di un polinomio", "Trattazione dei sistemi triplamente ortogonali col metodo vettoriale". Dal 1934 al 1936 insegnò all'Istituto Tecnico Industriale "Sommelier" di Torino.
Nel 1935 si sposò con Marcella Valobra, nata in Torino nel 1901, figlia di Lazzaro Cesare Valobra e Angiolina Lattes, sorella della prima moglie di Lazzaro Cesare, Enrichetta Lattes. Non avendo ancora ottenuto la cittadinanza italiana non gli fu possibile continuare l'insegnamento e, quindi, passò a lavorare in FIAT a Torino dal 1936 al 1938.
Il 13 aprile 1939, partendo dal porto di Genova, a seguito dell'interessamento e delle presentazioni di Tullio Levi-Civita (1873-1941), Carlo Somigliana (1860-1955) e Francesco Giacomo Tricomi (1897-1978), si trasferì all'Università del Minnesota, negli Stati Uniti, presso il College of Engineering and Architecture, Department of Mathematics and Mechanics. Dal 1942 al 1952 si trasferì all'Università di Chicago, per passare alla Armour Research Foundation e alla Boeing. Dal 1959 al 1961 si spostò all'Università dell'Ohio e poi alla Ohio Northern University. È stato membro dell'American Mathematical Society (A.S.M.) e dell'American Society of Mechanical Engineers (A.S.M.E.).

## L'attività scientifica
Nella attività scientifica di Izaak Opatowski si possono individuare due momenti fondamentali nei quali si alternano quattro settori di interesse scientifico: il periodo italiano, dal 1932 al 1939, e quello americano, dopo il 1939.
Il primo settore concerne la fisica matematica ed in particolare lo studio dei potenziali newtoniani (1). I risultati ottenuti consistono nella determinazione dell'equazione delle linee di forza corrispondenti ad un potenziale simmetrico e, successivamente, al loro sviluppo per analizzare la teoria delle funzioni armoniche, applicandola a potenziali composti con parametri termometrici e ricavando le funzioni che determinano le linee di forza, in differenti sistemi geometrici di riferimento. Nel periodo americano, nel 1949, estende (2) i risultati ottenuti da T. Levi-Civita sulla teoria delle funzioni armoniche (3) alla dinamica dei fluidi.
Il secondo settore di studio è sempre di fisica matematica (4), ma riguarda il moto di una particella carica in campi elettrici e magnetici, ottenendo l'equazione che determina univocamente il moto della particella, riducendo il problema alla determinazione di due famiglie di superfici, ortogonali alla superficie equipotenziale del campo magnetico. Nel periodo americano, nel 1941, estende la sua analisi allo studio di raggi cosmici, dimostrando sia che il moto di una particella carica in un campo magnetico dipolare si riduce a quello del moto di una particella in un piano ed alla rotazione di questo piano attorno ad un asse sia che esistono regioni in cui il moto non è consentito.
Il terzo settore, sviluppato interamente nel periodo americano, è la meccanica dei continui (5). Nel 1942 pubblica un articolo sull'analisi dell'usura dei freni (6) introducendo due fattori mai considerati prima: 1) la deformazione elastica del corpo soggetto ad usura e 2) le continue modificazioni di profilo a seguito dell'usura stessa. Il risultato ottenuto consiste nell'individuazione delle caratteristiche di lavoro dei freni, spiegando l'efficacia di particolari posizioni geometriche dei freni in relazione alla loro azione frenante ed i conseguenti danni causati da lunghi tempi di frenata. Nel 1945, poi, indirizza i suoi interessi di meccanica dei continui allo studio delle travi con differenti tipi di carico generico (7) ottenendo un nuovo metodo (8) di progettazione di travi di resistenza uniforme in tensione in quei casi in cui il peso della trave non possa essere trascurato nel calcolo dei momenti di tensione, che espone senza ulteriori sviluppi matematici, ma con un approccio direttamente applicativo all'ingegneria.
Il quarto settore di ricerca, anche questo interamente svolto nel periodo americano, riguarda i metodi statistici applicati alla biofisica (9) affrontando l'analisi statistica di una particolare catena di Markoff ed ottenendo un modello matematico che esprime sia la sensibilità dell'organismo alla radiazione sia la sua capacità di recupero. Mostra che in condizioni di radiazione continua di un sistema biologico, in cui non sia possibile osservare ogni singolo effetto, ma solo il loro effetto globale, recupero e variazione di sensibilità sono fenomeni formalmente equivalenti, ottenendo le soluzioni dell'equazione che li descrive. Successivamente sviluppa l'analisi della diffusione eterogenea in strutture tissutali, ottenendo un algoritmo applicabile nella sperimentazione di laboratorio, in cui la variazione di quantità di sostanza rimasta nel tessuto è determinata in base alla quantità di sostanza diffusa dal tessuto stesso nel mezzo adiacente. La modellizzazione del tessuto consiste nel considerare una struttura periodica in cui ogni effetto di diffusione non influenza gli altri: il processo di diffusione delle singole sostanze dipende solo dalla loro concentrazione media nella cellula e da quella nello spazio intercellulare.

## Articoli
- Izaak Opatowski, Sulle linee di forza dei potenziali Newtoniana simmetrici, “Atti Acc. Sci. Torino”, LXVIII, 6 (1932) pp. 135–146;
- Izaak Opatowski, Sulle funzioni biarmoniche, come prodotti analoghi ai prodotti di Lamé, e sulle linee di forza dei campi Newtoniana, “Rend. Acc. Lincei”, Nota I, XVII, 12 (1932) pp. 1049–1054; Nota II, XVIII, 6 (1933) pp. 18–25;
- Izaak Opatowski, Sulle coordinate isoterme e sui campi di forza Newtoniani, “Atti Acc. Lincei”, VI, 6 (1934-37) pp. 330–351;
- Izaak Opatowski, Sulla generalizzazione della funzione associate e sui potenziali elicoidali, “Atti del primo congresso dell'Unione Matematica Italiana tenuto a Firenze nei giorni 1-2-3 aprile 1937-XV”, Zanichelli, Bologna, 1937, pp. 387–390;
- Izaak Opatowski, Force lines in Newtonian bidimensional fields. Some applications and generalizations, “Revista Ci.”, Lima, 41, (1939) pp. 485–502;
- Izaak Opatowski, Two-dimensional compressible flows, “Proc. Symposia Appl. Math.”, Vol. I, American Mathematical Society, New York, N.Y., 1949, pp. 87–93
- Izaak Opatowski, Two-dimensional compressible flows, "Proc. Symposia Appl. Math.", Vol. I, American Mathematical Society, New York, N.Y., 1949, pp. 87–93
- Levi-Civita T., Tipi di potenziali che si possono far dipendere da due sole coordinate, "Mem. R. Acc. Sci. Torino", II, 49 (1900) pp. 105–152;
- Levi-Civita T., Der solute Differentialkakul, Sprinter, Berlin, 1928
- Izaak Opatowski, Intégration des équations du mouvement d'une particule électrisée de masse variable, assujettie à l'action des champs électriques et magnétiques quelconques, "Comptes Rendus", 208 (1939) pp. 638–640 ;
- Izaak Opatowski, On the motion of an electric particle, “J. Math. Phys. Mass. Inst. Tech.”, 20 (1941) pp. 418–424
- Izaak Opatowski, A theory of brakes, an example of a theoretical study of wear, “J. Franklin Inst.”, 234 (1942) pp. 239–249; Opatowski I., Cantilever beams of uniform strength, “Quart. Appl. Math.”, 3 (1945) pp. 76–81; Opatowski I., Design of beams of long span and low specific strength, “J. Appl. Mech.”, 12A (1945) pp. 156–158

- Izaak Opatowski, A theory of brakes, an example of a theoretical study of wear, “J. Franklin Inst.”, 234 (1942) pp. 239–249
- Izaak Opatowski, Cantilever beams of uniform strength, “Quart. Appl. Math.”, 3 (1945) pp. 76–81
- Izaak Opatowski, Design of beams of long span and low specific strength, “J. Appl. Mech.”, 12A (1945) pp. 156–158
- Izaak Opatowski, Combinatoric interpretation of a formula for the nth derivative of a function of a function, “Bull. Amer. Math. Soc.”, 45 (1939) p. 944;
- Izaak Opatowski, Bactericidal irradiation of air, “J. Franklin Inst.”, 230 (1940) pp. 643–645; Opatowski I., An inverse problem concerning a chain process, “Proc. Nat. Acad. Sci. U.S.A.”, 28 (1942) pp. 83–88;
- Izaak Opatowski, Chain processes and their biophysical applications, “Bull. Math. Biophys.”, 7 (1945) pp. 161–180;
- Izaak Opatowski, Markoff chains with reverse transitions, “Proc. Nat. Acad. Sci. U.S.A.”, 31 (1945) pp. 411–414;
- Izaak Opatowski, Chain processes and their biophysical applications: Part II the effect of recovery, “Bull. Math. Biophys.”, 8 (1946) pp. 7–15;
- Izaak Opatowski, The probabilistic approach to the effects of radiations and variability of sensitivity, “Bull. Math. Biophys.”, 8 (1946) pp. 101–119;
- Izaak Opatowski, On simultaneous determinations of the permeability of a membrane and of the diffusion coefficient in an adjacent medium, “Bull. Math. Biophys.”, 13 (1951) pp. 119–132;
- Izaak Opatowski, e  Schmidt G. W., Determination of diffusion and permeability coefficients in muscle, “Bull. Math. Biophys.”, 14 (1952) pp. 45–65